# Epilessia musicogenica
L'epilessia musicogenica (o musicogena) è una forma di epilessia riflessa, dove le convulsioni sono scatenate da un particolare tipo di stimolo sensoriale.
Probabilmente è stata descritta per la prima volta nel 1605 dal filosofo e studioso francese Giuseppe Giusto Scaligero (1540-1609). Le pubblicazioni successive furono, nel XVIII secolo, tra gli altri, dal medico tedesco Samuel Schaarschmidt nel diciannovesimo secolo, nel 1823 dal medico britannico John C. Cooke, nel 1881 dal neurologo e epilettologo britannico William Richard Gowers, così come nel 1913 dal neurologo, neurofisiologo clinico e psichiatra russo Vladimir Mikhailovich Bekhterev. Nel 1937 il neurologo britannico Macdonald Critchley coniò il termine per la prima volta e la classificò come una forma di epilessia riflessa.
La maggior parte dei pazienti di questo tipo di epilessia soffre di epilessia del lobo temporale. Ascoltare, pensare o giocare con specifici tipi di musica di solito dal carattere fortemente emotivo e coinvolgente può provocare crisi focali con o senza perdita di conoscenza, talvolta possono verificarsi crisi tonico cloniche bilaterali.
Sebbene la zona cerebrale adibita alla gestione della musicalità sia, perlomeno per quanto riguarda i non musicisti, prevalentemente nel lobo temporale destro, l'esordio delle crisi convulsive può anche avere inizio per un'iperattività neuronale nell'emisfero sinistro. Dei circa 100 pazienti riportati finora in letteratura, circa il 75% presentava epilessia del lobo temporale, le donne erano leggermente più colpite e l'età media di insorgenza era di circa 28 anni. Studi scientifici hanno localizzato l'area epilettogena prevalentemente nel lobo temporale destro. Si è riscontrato che il trattamento chirurgico di questo tipo di epilessia può portare alla completa liberazione dagli attacchi.
In base ai dati raccolti dagli studi scientifici, sembra che il tipo di musica più incline a provocare attacchi di epilessia musicogena, sia quella pop o melodrammatica o musica folkloristica, con forte componente emotiva nella lirica.
Nel 1991 ebbe ampio risalto il caso di Dianne Neale, una donna americana di Albany, New York, che soffriva di attacchi di epilessia ascoltando la voce dell'annunciatrice televisiva Mary Hart, di Entertainment Tonight. Venne provato che la donna soffriva di epilessia musicogena, che veniva innescata dall'udire particolari suoni, tra cui quello della voce dell'annunciatrice Hart.
In Gran Bretagna, è stato documentato un caso di una donna che soffriva di attacchi epilettici soltanto ascoltando le canzoni di Ne-Yo.